# Lamar (Colorado)
Lamar è un centro abitato (city) degli Stati Uniti d'America, capoluogo di contea della contea di Prowers dello Stato del Colorado. Nel censimento del 2000 la popolazione era di 8.869 abitanti.

## Geografia fisica
Secondo i rilevamenti dell'United States Census Bureau, Lamar si estende su una superficie di 11,0 km².